# 阿朗松公爵讓二世

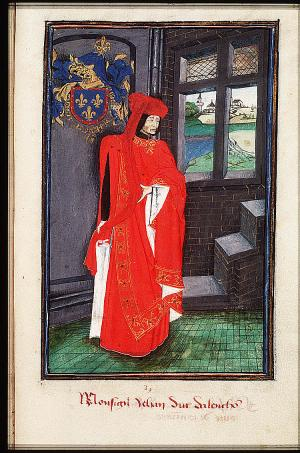
阿朗松公爵（1473年畫）

阿朗松的公爵、伯爵所使用的盾徽

佩爾什的伯爵所使用的盾徽

阿朗松的让二世（法語：Jean II d'Alençon，1409年3月2日—1476年9月8日），生於阿讓唐城堡，卒於巴黎，為阿朗松的讓一世及布列塔尼的玛丽之子。父親死於阿金庫爾戰役後，年幼的他便繼承了阿朗松公爵及佩爾什伯爵。:375:267
1424年8月17日，他以一名少年的身分參加了韦尔讷伊战役，遭到英軍俘虜。他被監禁直到1429年以龐大的財產和領地贖回，使他變得兩袖清風。在他被俘之前，他在布盧瓦和奧爾良公爵查理及瓦盧瓦的伊莎貝拉之女，奥尔良的让娜成婚，但她在1432年便過世。
在他被釋放後不久，他邂逅了聖女貞德，並加入她在羅亞爾河流域的一系列戰役。他成為諸侯中最突出的貞德擁護者。1429年9月，他離開貞德前往攻打他在諾曼第被英國佔據的領地。1437年4月30日，讓二世在利勒茹尔丹城堡和阿马尼亚克的玛丽成婚。
其後，讓二世對阿拉斯條約感到很不滿，他希望能夠獲得遭勃艮地人強奪的補償。他和查理七世決裂，並參與1440的布拉格里叛亂，不過之後被赦免了。他參加了1449年的諾曼第入侵，但他很不智地和英國人自1440年開始私下聯繫(這段時間他還加入金羊毛騎士團)。1456年，在聖女貞德的重新審判作證後，遭到迪努瓦公爵逮捕，並監禁在艾格莫尔特。1458年，他被定罪為對國王不敬並判處死刑，不過後來被減刑改監禁在洛什。1461年，法王路易十一即位後釋放讓，但他拒絕接受，因此再度被監禁。1474年7月18日，他被巴黎最高法院再度判處死刑，並沒收他的領土，不過這個判決遲遲沒有執行。最後，他於1476年死於羅浮宮的獄中。
他和他的第二任妻子瑪麗育有兩名子女：
- 卡特琳（Catherine，1452~1505），於1461年在图尔和拉瓦勒伯爵，蒙莫朗西的弗朗索瓦‧居伊十四世結婚。
- 阿朗松的勒内（René d'Alençon，1454~1492）

他另外還有幾個非婚生子女
- 让
- 罗贝尔
- 讓娜，博蒙勒羅歇女伯爵，死於1481年12月4日。
- 马德莱娜